# Luisa Nayar
Laura Luisa Nayar Sosa (Santa Cruz de la Sierra, Bolivia; 27 de enero de 1995) es una diputada boliviana que actualmente ejerce la presidencia de la Comisión de Organización Territorial del Estado y Autonomías de la Cámara de Diputados en la Asamblea Legislativa Plurinacional de Bolivia.

## Biografía
Laura Luisa Nayar Sosa nació en la ciudad de Santa Cruz de la Sierra, Bolivia, el 27 de enero de 1995, hija de Alex Nayar y Cristina Sosa, tiene dos hermanos y dos hermanas. Estudió en el Colegio Madre Vicenta Uboldi de la capital oriental, de donde egresó bachiller en humanidades el año 2012. En 2016, se tituló como abogada en la Universidad Autónoma Gabriel René Moreno y en 2018 como licenciada en Relaciones Internacionales de la misma universidad. Tiene una maestría en Derecho Empresarial y de los Negocios Internacionales. 

## Inicios en política
En sus años universitarios fue dirigente estudiantil. Fue activista y miembro de plataformas ciudadanas que no estaban de acuerdo con el referéndum constitucional del 21 de febrero del año 2016, promovida por el expresidente Evo Morales, para ser habilitado como candidato a las elecciones generales del 2019.
Fue candidata y salió electa como diputada en las elecciones generales del 20 de octubre de 2019, las cuales fueron anuladas por la “manipulación dolosa”, atribuida al gobierno de Evo Morales, que halló la auditoría electoral de la Organización de Estado Americanos (OEA). 
Para las elecciones del 2020 fue nuevamente candidata a diputada y volvió a salir electa para el periodo 2020-2025 por la alianza Comunidad Ciudadana, de la cual su candidato presidencial fue Carlos Mesa. 

## Carrera política

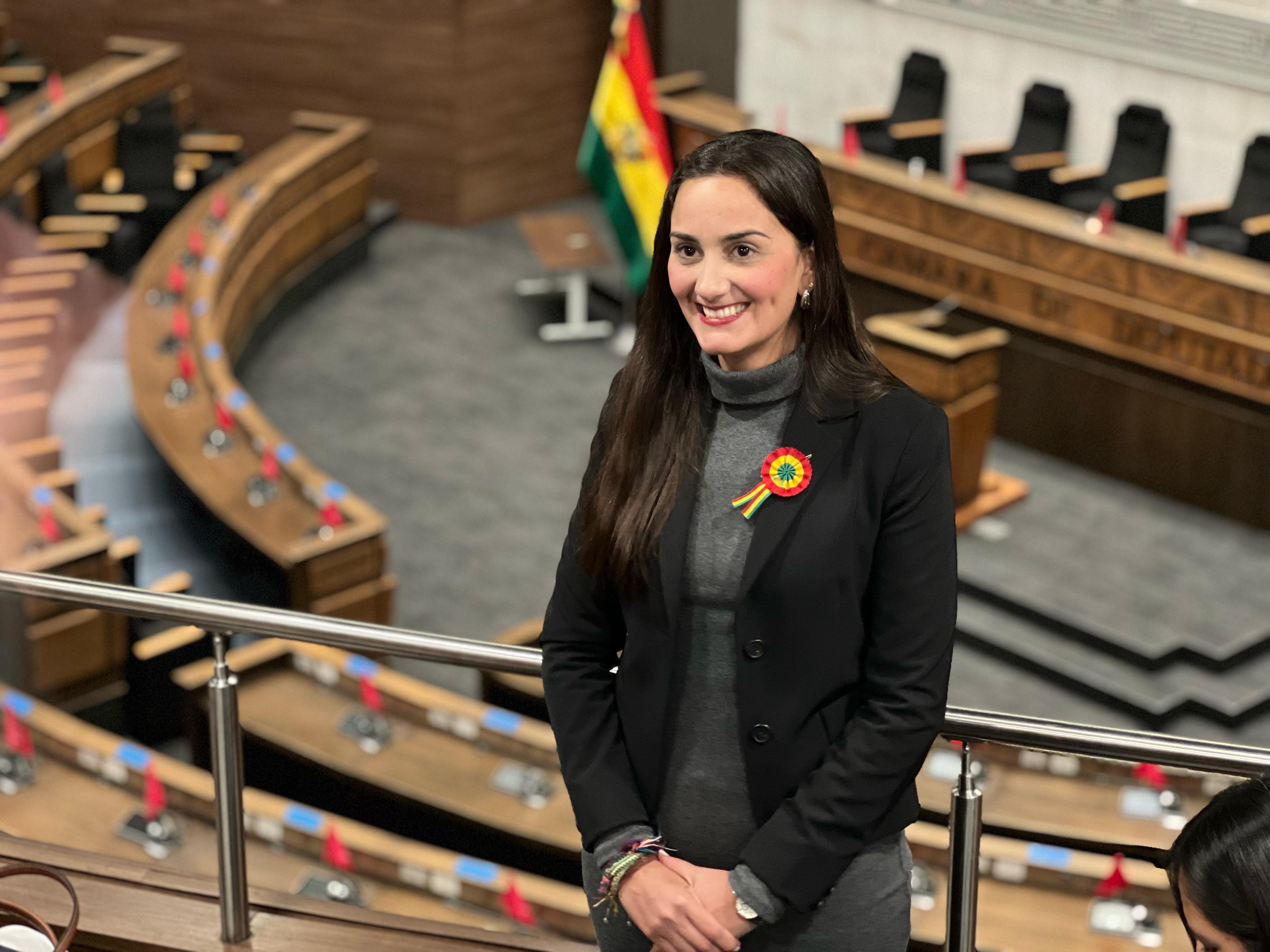
Luisa Nayar en el hemiciclo de la Asamblea Legislativa

Actualmente Luisa Nayar actualmente es la presidenta de la Comisión de Organización Territorial del Estado y Autonomías (gstión 2024-2025). Fue la Segunda Vicepresidente de la Cámara de Diputados (gestión 2023-2024). En anteriores años, en la Cámara baja desempeñó los cargos de secretaría del Comité de Relaciones Económicas Internacionales, presidente de la Comisión de Organización Territorial del Estado y Autonomías y vocal titular de la Comisión de Planificación.
Luisa Nayar cumple con su rol constitucional de legislar, gestionar y fiscalizar a los diferentes entes del Estado boliviano. En el marco de la fiscalización evidenció varias irregularidades cometidas por la administración gubernamental de Luis Arce. Además apoyo demandas de la población como la abrogación de la "Ley Antilegitimación", el rechazo a la "Judicialización Política" en contra de políticos de oposición, la realización del Censo de Población y Vivienda, entre otros. 
Durante su gestión como Segunda Vicepresidente de la Cámara de Diputados dio a conocer, a través de la prensa nacional e internacional, que el Gobierno, mediante el Órgano Judicial, vulnera atribuciones y la independencia de la Asamblea Legislativa. 
Luisa Nayar, dentro de la diversidad ideológica que caracteriza a Comunidad Ciudadana, sobre todo por su estilo de acción política, es percibida por el mundo político boliviano en una posición de centro democrático.